# كاري بومان
كاري بومان (بالإنجليزية: Carrie Bowman)‏ هي ممثلة أمريكية، ولدت في 1887، وتوفيت في 1971.

## وصلات خارجية
- كاري بومان على موقع قاعدة بيانات برودواي على الإنترنت (الإنجليزية)